# Новообінцевська сільська рада
Новоо́бінцевська сільська рада (рос. Новообинцевский сельский совет) — сільське поселення у складі Шелаболіхинського району Алтайського краю Росії.
Адміністративний центр — село Новообінцево.

## Населення
Населення — 909 осіб (2019; 956 в 2010, 1064 у 2002).

## Склад
До складу сільської ради входять:
| Населений пункт    | Населення, осіб (2002) | Населення, осіб (2010) |
| ------------------ | ---------------------- | ---------------------- |
| Малиновка, село    | 38                     | 28                     |
| Новообінцево, село | 1026                   | 928                    |